# Mzia Amaghlobeli
Vous êtes invité à donner votre avis sur cette page de discussion, de manière argumentée en vous aidant notamment des critères d’admissibilité ou en présentant des sources extérieures et sérieuses.  
Après avoir apposé le modèle {{Admissibilité}} sur une page, suivez les étapes expliquées sur Wikipédia:Débat d'admissibilité/Aide :
| 1. | Créez la page de débat d'admissibilité.                                                                      | Sauvegardez d’abord la page pour l’initialiser puis indiquez votre motivation.          |
| 2. | Important : ajoutez une entrée dans la section Débat d'admissibilité du jour.                                | Utilisez ce texte : *{{L\|Mzia Amaghlobeli}}                                            |
| 3. | Pensez à informer les contributeurs principaux de la page et les projets associés lorsque cela est possible. | Utilisez ce texte : {{subst:Avertissement débat d'admissibilité\|Mzia Amaghlobeli}}~~~~ |

Mzia Amaghlobeli, ou Mzia Amaglobeli (en géorgien : მზია ამაღლობელი), née le 12 mai 1975 à Chouakhevi, est une journaliste géorgienne, connue pour avoir cofondé les médias indépendants Batumelebi et Netgazeti. 
Elle est arrêtée le 12 janvier 2025 lors des manifestations post-électorales qui secouent la Géorgie, accusée d'avoir giflé le chef de la police de Batoumi. Placée en détention, elle risque jusqu'à 7 ans de prison. Dès le début de sa détention provisoire, elle entame une grève de la faim, qu'elle poursuit pendant plusieurs dizaines de jours.
Selon la société civile géorgienne, des juristes et des organisations internationales de défense des droits de l’homme, il est infondé, disproportionné et injuste de qualifier ses actes d'« attaque » et de les poursuivre pénalement,. Selon ses avocats, les accusations contre le journaliste sont politiquement motivées et constituent une tentative d’intimidation. La détention provisoire d’Amaghlobeli est décrite comme une atteinte à la liberté de la presse.
Elle est condamnée à deux ans de prison le 6 août 2025.

## Biographie

### Jeunesse et carrière professionnelle
Mzia Amaghlobeli naît le 12 mai 1975 à Chouakhevi[réf. souhaitée]. Elle travaille à Batoumi, ville de Géorgie située sur la côte de la mer Noire. Elle cofonde le média local Batumelebi en 2001 avec son associé Eter Touradze. Face au succès, ils créent ensuite Netgazeti qui publie des informations à l'échelle nationale. Les deux publications indépendantes sont vues comme « des sources d'information impartiales et fiables parmi les médias profondément polarisés de la Géorgie ». 
Durant les manifestations post-électorales de 2024-2025, elle couvre le mouvement de protestation mais ne participe pas directement aux rassemblements à Batoumi. Elle témoigne de la répression par la police, qui cause de nombreux blessés.

### Arrestation et grève de la faim

#### Double arrestation
Le 11 janvier 2025, lorsqu'elle apprend qu'un ami est détenu par la police de la ville pour avoir collé des affiches appelant à la grève, elle se rend à un rassemblement appelant à sa libération et colle une affiche sur la façade du commissariat, ce qui a été rendu illégal par une loi quelques jours plus tôt. Filmée par les caméras de surveillance, elle est arrêtée une première fois : il lui est reproché par le rapport de police d'avoir « désobéi à un ordre légal de la police », mais aussi d'avoir insulté les policiers, ce qui est démenti par les autres militants présents sur place à ce moment-là. Elle est inculpée d'une infraction d'ordre administratif, libérée quelques heures plus tard et retourne manifester, félicitée par les autres militants. 
Elle est à nouveau arrêtée peu de temps après, le 12 janvier, après avoir giflé Irakli Dguebouadze, le chef de la police de Batoumi, qui l'avait insultée à plusieurs reprises. L'incident se déroule dans le cadre d'affrontements entre les manifestants et la police. Selon l'antenne géorgienne de Transparency International, la gifle « était symbolique et n'était pas suffisamment forte pour causer des blessures ». L'ONG affirme qu'un acte « d'une si faible importance » ne peut pas constituer un crime.

#### Procès
Placée le 14 janvier en détention provisoire pour deux mois à la prison de Roustavi, elle risque entre 4 et 7 ans de prison, inculpée pour le chef d'accusation d'« agression contre un officier de police »,.  
Lors de sa première audience au tribunal, elle tient un exemplaire du livre How to Stand Up to a Dictator de Maria Ressa, Prix Nobel de la paix 2021, établissant des parallèles entre le récit du livre et la politique répressive et autoritaire de Rêve géorgien. Maria Ressa répond par une déclaration sur les manifestations en Géorgie et la détention d'Amaghlobeli lors d'un discours lors d'un anniversaire du Vatican,.
L'audience suivante a lieu le 4 mars.

#### Grève de la faim
Dès le début de sa détention provisoire, elle entame une grève de la faim. Elle l'annonce dans une lettre le 20 janvier en affirmant que « La liberté vaut plus que la vie » et précise ne plus avaler que de l'eau,. Elle affirme avoir été maltraitée en prison par Irakli Dguebouadze. Le Service spécial d'investigation de Géorgie — agence chargée d'enquêter sur les abus commis par les représentants des autorités — ouvre une enquête le même jour à la demande de la Georgian Young Lawyers' Association ; 10 policiers dont Dguebouadze sont entendus comme témoins, mais aucun n'est suspendu. Durant sa visite diplomatique dans le pays du 21 au 23 janvier 2025, le Commissaire irlandais aux droits de l'homme du Conseil de l'Europe Michael O’Flaherty évoque le cas de la journaliste dont il considère que la détention provisoire est une mesure disproportionnée par rapport aux faits qui lui sont reprochés,. 
Le 30 janvier 2025, après 19 jours à refuser de s'alimenter, la Georgian Young Lawyers' Association alerte sur l'état physique de Mzia Amaghlobeli, qui « a des difficultés à marcher ». Le lendemain, le service pénitentiaire conteste ces accusations et affirme que « la santé de la journaliste Mzia Amaglobeli est actuellement satisfaisante et stable », tout en l'appelant à cesser sa grève de la faim. 
Le 4 février 2025, elle est transportée à l'hôpital mais continue à refuser de céder face au pouvoir,. Le 7 février, un groupe de médecins commissionné par le Défenseur public préconise la poursuite de son hospitalisation, après 27 jours de grève de la faim.
Le 18 février, Mzia Amaghlobeli décide de mettre fin à sa grève de la faim. Après 38 jours, elle annonce dans une lettre qu'elle va tenter de rétablir son régime alimentaire dans les prochains jours.

#### Réactions
Le maintien en détention de Mzia Amaghlobeli malgré son état de santé qui se dégrade est critiqué par les organisations de défense des droits humains, qui réclament de meilleures conditions de détention et une surveillance accrue de son état. Les journalistes géorgiens, les organisations de la société civile géorgienne, ainsi que les manifestants, appellent à sa libération . La Fédération internationale des journalistes fait de même le 29 janvier 2025, aux côtés de 12 organisations de défense de la liberté de la presse, dont l'International Press Institute. La Georgian Young Lawyers' Association affirme que son arrestation est « motivée politiquement ». 
Le 4 février 2025, un groupe de députés européens appelle à la libération immédiate de la journaliste et des autres militants emprisonnés.  
Le député du parti au pouvoir Mamouka Mdinaradze l'appelle à arrêter sa grève de la faim et affirme qu'elle ne doit pas être considérée comme « une personne qui a fait preuve d'un grand héroïsme ». Le maire de Tbilissi Kakhaber Kaladze, figure du parti Rêve géorgien, réclame qu'elle présente ses excuses au policier qu'elle a giflé. 

#### Condamnation
Le 6 août 2025, après deux jours d'audience, Mzia Amaghlobeli est finalement condamnée à deux ans de prison pour « attaque contre un policier »,. Plusieurs personnalités sont présentes lors de son jugement, dont Salomé Zourabichvili. Le Comité pour la protection des journalistes et l'International Press Institute déplorent ce verdict destiné selon eux à faire taire une voix critique. Reporters sans frontières dénonce « un procès partial et entaché d'irrégularités » et « une décision arbitraire, reflet de la dérive autoritaire des autorités »